# Djelem, djelem
Das Lied Djelem, djelem (ungarisch Gyelem, gyelem, serbisch und kroatisch Đelem, đelem) ist die internationale Hymne der Roma.

## Hintergrund
Bevor das Lied zur internationalen Hymne der Roma wurde, war es ein traditionelles Roma-Liebeslied, das während der 1960er Jahre bei den serbischen Roma sehr beliebt war. Vermutlich stammt es aus Rumänien. In dem Film Skupljači perja (1967) von Aleksandar Petrović wurde es interpretiert von der jugoslawischen Schauspielerin Olivera Katarina und international bekannt.
Žarko Jovanović verfasste 1969 einen neuen, einen  politischen Text auf die traditionelle Melodie, der die Vertreibung und Ermordung der Roma durch kroatische Faschisten – die sogenannte Schwarze Legion – beschreibt.
Nach anderen Informationen schrieb ihn Žarko Jovanović 1978 zusammen mit Jan Cibula während des zweiten World-Roma-Kongresses, den Romani Ekhipe (Romani Union) organisierte. Diese Version wurde vorerst zur Hymne des Kongresses gekürt. Auf dem Kongress wurde auch entschieden, eine Hymne für die internationale Roma-Bürgerrechtsbewegung zu etablieren. Die Wahl fiel auf Djelem, djelem in der Version von Žarko Jovanović.
Weitere Popularität gewann das Lied durch die Interpretationen des jugoslawischen Sängers Šaban Bajramovic, der selbst auch Rom war, mit seinem Album A Šunen Romalen – Slušajte Me Ljudi (1980), ebenso durch die Sängerin Esma Redžepova, eine jugoslawische Romni, die als „Queen of the Gypsies“ gilt. Es gibt eine sinfonische instrumentale Variante.
Im Romani gibt es keine einheitliche Schriftsprache, demnach also verschiedene Textfassungen, die sich auch im Bedeutungsgehalt geringfügig unterscheiden können.

## Liedtext (Auszug)

### Textversion von Žarko Jovanović in Romanes
| 1. Strophe Djelem djelem lungone dromesa Maladilem schukare romenza djelem djelem lungone dromesa Maladilem bachtale romenza 2. Strophe Sine man yekh bari familiya Murdadas la i kali legiya Aven mansa sa lumniake Roma Kai putardile e romane droma Ake vriama, usti Rom akana Men khutasa misto kai kerasa Refrain: Ahai, Romale, ahai Chavalle, Ahai, Romale, ahai Chavalle! | Übersetzung: Auf meinem sehr sehr langen Weg Traf ich viele schöne Roma Auf diesem sehr sehr langen Weg Begegneten mir viele glückliche Roma Ich hatte einmal eine große Familie Die Schwarze Legion ermordete sie Kommt mit mir Roma aus der ganzen Welt Für die Roma die Straßen geöffnet haben Jetzt ist die Zeit, steht auf Roma, jetzt Wir steigen hoch, wenn wir handeln Refrain: Ahai, Roma, ahai Kinder, Ahai, Roma, ahai Kinder! |

### Version von Esma Redžepova, in Serbokroatisch und Romane gesungen
| 1. Strophe: Čerga mala luta preko sveta Kao pčela od cveta do cveta Topot konja daleko se čuje Al´ još dalje pesma odjekuje 2. Strophe: Čerga mala luta preko sveta Kao pčela od cveta do cveta Gelem, gelem lungone dromensa Maladilem shukare romensa 3. Strophe: U grudima svakog ciganina Sve dok živi vatre uvek ima Ne može ništa da je zgasi Čak ni suza koja obraz kvasi Refrain: Haj cigani S pesmom rodjeni S pesmom živeli S pesmom umirali |

### Weitere Version
| 1. Strophe: Djelem djelem lungone dromesa Maladilem schukare romenza djelem djelem lungone dromesa Maladilem bachtale romenza Refrain: Ahai, Romale, ahai Chavalle, Ahai, Romale, ahai Charalle 2. Strophe: sasa vi man bari familia murdardarla i kali legia saren chinda vi Romen vi Romnien maschkalende vi zigne schaworen 3. Strophe: Putar Devla te bare wudara Te ka dikav kai si me Manuscha Upre Roma! Akana si wakti Uschten sa te sundale Roma 4. Strophe: Palem ka djaw lungone dromesa Ta ka pirav schukare Romenza Palem ka djaw lungone dromesa Ta ka pirav bachtale Romenza | Übersetzung Auf meinem sehr sehr langen Weg Traf ich viele schöne Roma Auf diesem sehr sehr langen Weg Begegneten mir viele glückliche Roma Ahai, Roma, ahai Kinder Auch ich hatte eine große glückliche Familie Sie wurden von der schwarzen Legion ermordet Alle wurden umgebracht, Männer, Frauen, selbst die kleinen Kinder Lieber Gott, öffne deine großen Tore Damit ich sehen kann, wo all meine Menschen geblieben sind Erhebt euch Roma, es wird Zeit! Steht auf ihr müden Roma! Und wieder werde ich diesen langen Weg gehen Und werde mit schönen Roma zusammentreffen Und auf diesem langen beschwerlichen Weg Werde ich mit diesen glücklichen Menschen mitziehen |

### Version von Šaban Bajramović
| 1. Strophe: Gelem Gelem lungóne droménsa, Maladilém shukare Romensa. Gelem Gelem lungóne droménsa, Maladilem baxtale romenca. Refrain: Oooh, Romalé! Oooh, chavralé! 2. Strophe: Ala voliv lake kale jakha, Kaj si gugle sar duj kale drakha. Ala voliv lake kale jakha, Kaj si gugle sar duj kale drakha. 3. Strophe: Kindem lake lolo dikhlo tursko, Ni volil man achel latar pusto. Kindem lake lolo dikhlo tursko, Ni volil man achel latar pusto. | Übersetzung Ich reiste und reiste weit und lang und traf viele schöne Roma. Ich reiste und reiste weit und lang und traf viele glückliche Roma. Oh, Roma! Oh, Kinder! Ich liebe ihre schwarzen Augen so sehr, denn sie sind so süß wie zwei schwarze Trauben. Ich liebe ihre schwarzen Augen so sehr, denn sie sind so süß wie zwei schwarze Trauben. Ich kaufte ihr einen roten türkischen Schal, (doch) sie wollte mich nicht, so blieb er zurück. Ich kaufte ihr einen roten türkischen Schal, (doch) sie wollte mich nicht, so blieb er zurück. |